# Сурки (Пензенская область)
Сурки́ — посёлок Сосновского сельсовета Бековского района Пензенской области.

## География
Посёлок расположен на юго-западе Бековского района, по левому берегу реки Миткирей, в 6 км от административного центра сельсовета — села Сосновки (у северо-восточной окраины Сосновки). Расстояние до районного центра рабочего посёлка Беково — 14 км.

## История
Образован в 1920-х годах как посёлок Сурчинник составе Сердобского уезда Саратовской губернии. По мнению историка — краеведа М. С. Полубоярова, название посёлка произошло от сурчина — норка сурка, поскольку в этой местности, предположительно, находилось большое количество сурчинных нор. До 12 ноября 1923 года — в составе Сосновской волости Сердобского уезда, затем — в Бековской (Беково-Нарышкинской) волости Сердобского уезда. В 1928 году — центр Сурчинского сельсовета Бековского района Балашовского округа Нижне-Волжского края (30 июля 1930 года Балашовский округ упразднён, район вошёл в Нижне-Волжский край). С февраля 1939 года посёлок в составе Бековского района включён во вновь образованную Пензенскую область. В 1955 году — Сурчинный в Сосновском сельсовете Бековского района Пензенской области, располагалось I отделение свеклосовхоза. В 1980—2010 годах — посёлок Сурки Бековского района Пензенской области.

## Население
| 2010 | 2011 |
| ---- | ---- |
| 20   | →20  |

Численность населения по годам): в 1926 — 96, 1939 — 253, 1959 — 101, 1979 — 130, 1989 — 40, 1996 — 37, 2004 — 25 жителей. На 1 января 2004 года — 17 хозяйств, 30 жителей. В 2007 году — 5 жителей. На 1 января 2007 года численность населения составила 20 человек.
| Численность населения по годам, чел. | Численность населения по годам, чел. | Численность населения по годам, чел. | Численность населения по годам, чел. | Численность населения по годам, чел. | Численность населения по годам, чел. | Численность населения по годам, чел. | Численность населения по годам, чел. | Численность населения по годам, чел. |
| 1926                                 | 1939                                 | 1959                                 | 1979                                 | 1989                                 | 1996                                 | 2004                                 | 2007                                 | 2010                                 |
| ------------------------------------ | ------------------------------------ | ------------------------------------ | ------------------------------------ | ------------------------------------ | ------------------------------------ | ------------------------------------ | ------------------------------------ | ------------------------------------ |
| 96                                   | ↗253                                 | ↘101                                 | ↗130                                 | ↘40                                  | ↘37                                  | ↘25                                  | ↘5                                   | ↗20                                  |

## Инфраструктура
Посёлок Сурки газифицирован, имеется централизованное водоснабжение. Вдоль посёлка проходит трасса регионального значения Беково — Сосновка — Варварино. В 1 км от посёлка Сурки расположена станция Вертуновская Юго-Восточной железной дороги, на которой останавливаются пассажирские поезда дальнего следования.

## Улицы
- Центральная.